# Drachenlochbrücke
Die Drachenlochbrücke an der A 8 ist die erste von drei großen Brücken am Drackensteiner Hang auf der Schwäbischen Alb in Baden-Württemberg.
Die beiden Richtungsfahrbahnen nach Stuttgart bzw. München verlaufen zwischen Hohenstadt und Mühlhausen im Täle getrennt, die Drachenlochbrücke wird zweispurig im Albabstieg Richtung Stuttgart befahren. Die Drachenlochbrücke befindet sich im Anschluss an den Nasenfelstunnel und die Impferlochbrücke.

## Geschichte

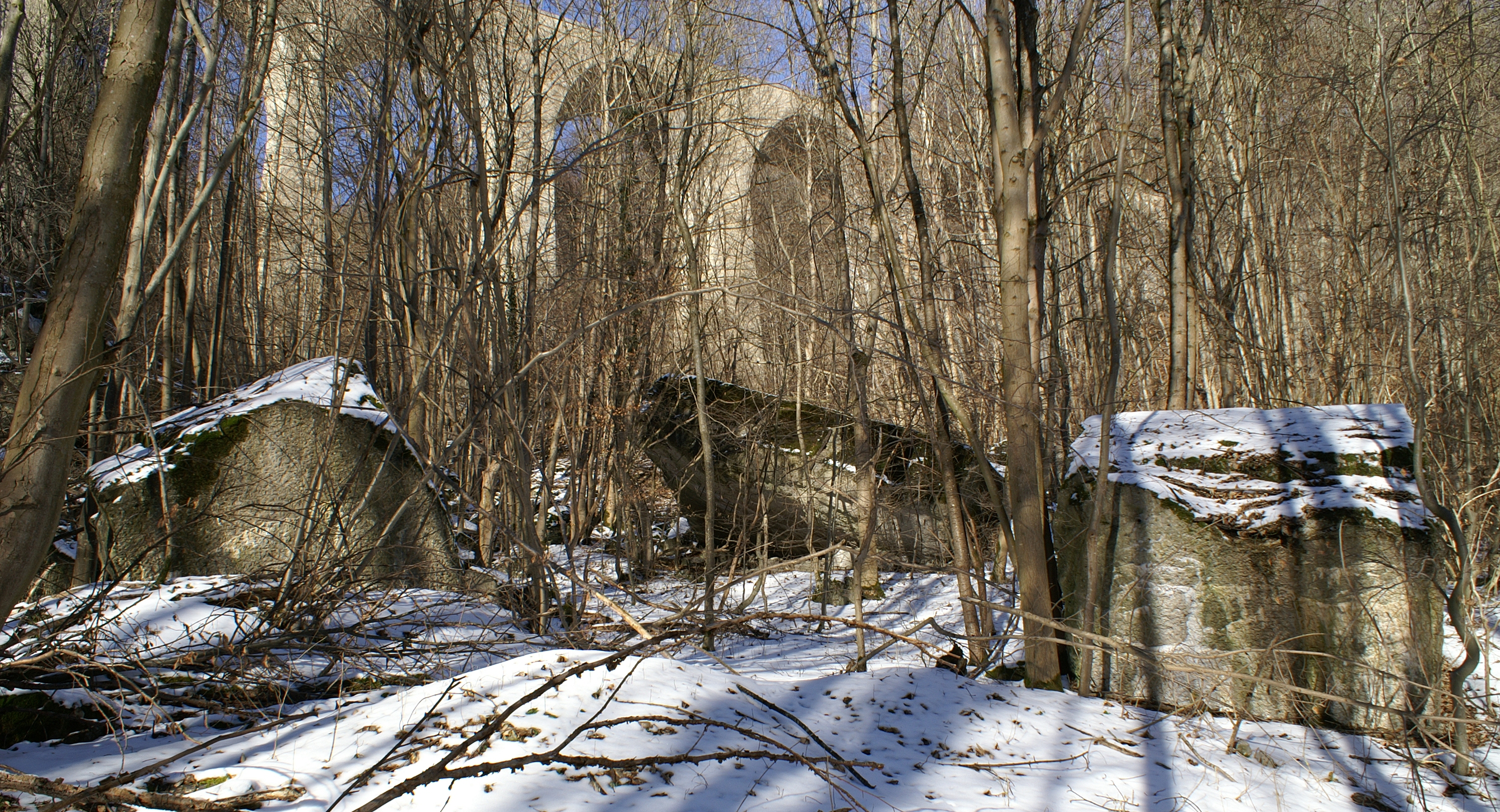
Trümmerteile unterhalb der Drachenlochbrücke

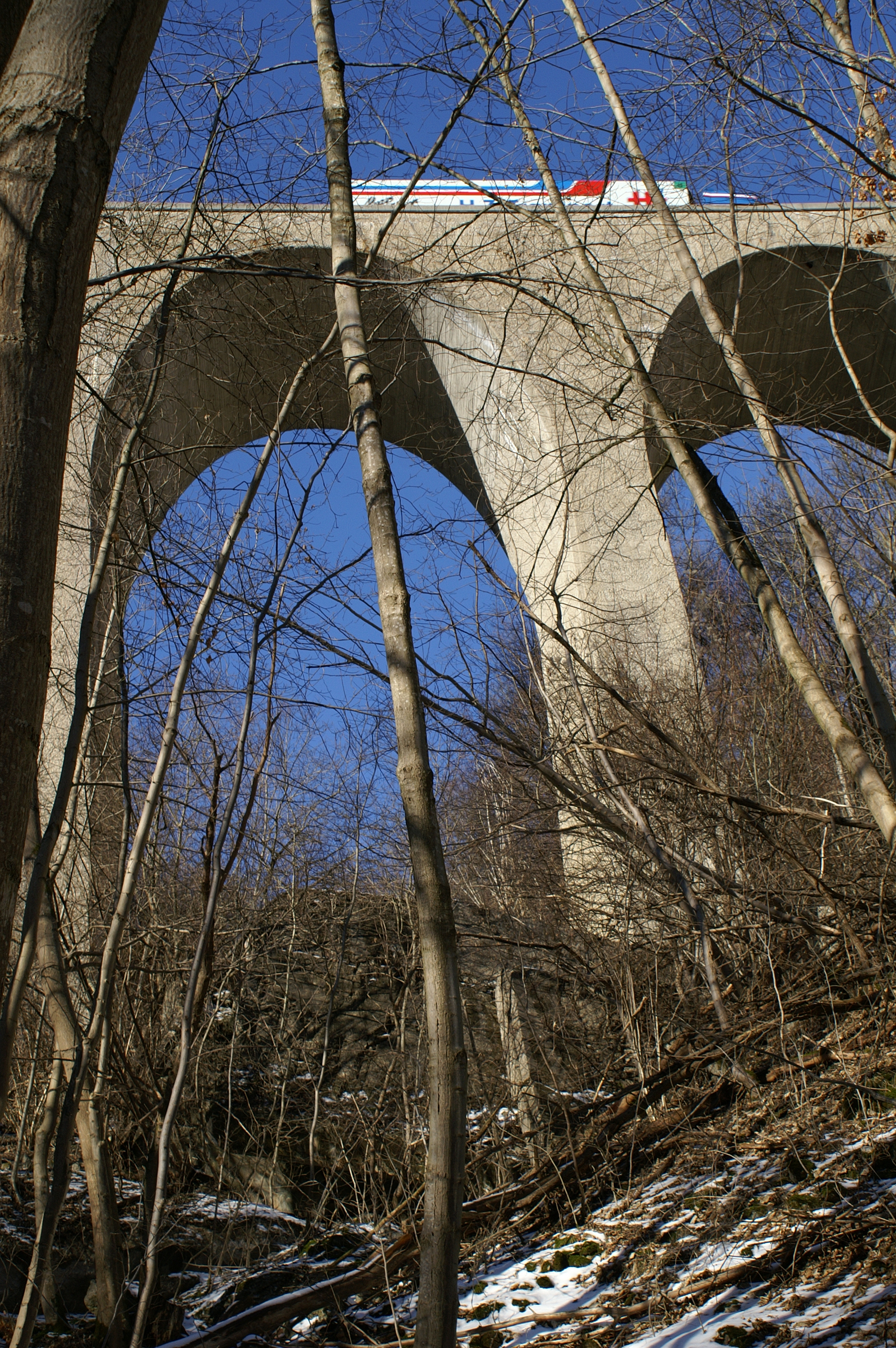
Drachenlochbrücke

Die Brücke wurde in den Jahren 1936/37 gebaut, architektonisch gestaltet von Paul Bonatz. Die Bogenbrücke aus Stahlbeton wies zehn Bögen mit Öffnungsweiten von 15,6 Metern und Pfeilerachsabständen von 18,5 Metern auf. Die 9 Meter breite Fahrbahnplatte war für zwei Fahrstreifen ausgelegt. Das Bauwerk wurde in den Anfangsjahren im Gegenverkehr befahren, da der Albaufstieg in Fahrtrichtung München noch nicht fertiggestellt war.
Die Drachenlochbrücke wurde kurz vor Ende des Zweiten Weltkriegs von der deutschen Wehrmacht gesprengt, um den Vormarsch der Alliierten zu bremsen. Die Trümmer der zerstörten Brücke liegen bis heute im Gosbachtal und stehen wie die gesamte Anlage mit Drachenlochbrücke und der folgenden Himmelsleiterbrücke und Fischerhäuslebrücke unter Denkmalschutz.
Als Umleitungsstrecke für die gesprengte Drachenlochbrücke wurde eine Straße am Berg entlang gebaut, von 1949 bis 1950 erfolgte der Wiederaufbau der Brücke. Die bergseits angelegte Straße diente zeitweise als Parkplatz; heute ist die Zufahrt dorthin gesperrt.

## Zukunft
Es ist geplant, die A 8 im Streckenabschnitt Mühlhausen–Parkplatz Widderstall komplett neu mit sechs Spuren mit Standspur zu trassieren, womit die bisher getrennten Fahrbahnen wegfallen bzw. zur Landesstraße abgestuft werden sollen. Der Albauf- und -abstieg soll dann über zwei neu zu bauende Tunnel durch die Himmelsschleife und den Drackenstein sowie zwei Brücken bewerkstelligt werden.